# Nokia 3.2
Nokia 3.2是諾基亞品牌的入門級智能手機，於2019年5月21日正式發布。並且運行Android操作系統。

## 型號
手機有2種型號：第一種型號具有2GB記憶體和16GB存儲空間，第二二種型號具有3GB記憶體和32GB存儲空間。

## 設計
手機使用塑料外殼，而且支持雙卡雙待功能。 屏幕與機體的比例約為80.5％